# 盧應禎
盧應禎（1494年—？年），字瑞夫，山東濟南府肥城縣人，明朝政治人物。

## 生平
治《書經》，嘉靖元年（1522年）山東鄉試第五十一名舉人，嘉靖二年（1523年）聯捷癸未科會試第三百五十六名，第三甲第一百四名進士。初授南昌府推官，升工部主事，歷员外郎，嘉靖十四年二月升陕西按察司佥事。後復除工部郎中，十七年二月升陕西布政司左参议，二十年四月以讨平汉中府流贼高佐等功，升一级为山西按察司副使，驻守雁门关。

## 家族
曾祖盧鎮。祖父盧瑄，训导。父盧瀾。母劉氏。慈侍下。弟應祺。